# Michał Dukowicz
Michał Dukowicz (ur. 30 października 1979) – polski koszykarz występujący na pozycji obrońcy, po zakończeniu kariery zawodniczej trener koszykarski, obecnie asystent trenera MKS-u Dąbrowa Górnicza.
Jest związany z klubem MKS-u Dąbrowy Górniczej od samego początku jego istnienia. Najpierw występował w nim jako zawodnik, później asystent trenera, aż w końcu jako trener główny drużyny ekstraklasowej.
10 lipca 2019 został trenerem MKS-u Dąbrowy Górniczej. 16 lutego 2020 opuścił klub. 20 maja 2021, po rocznej przerwie, powrócił do MKS-u Dąbrowy Górniczej, tym razem w roli asystenta trenera.

## Osiągnięcia trenerskie
- Awans do I ligi (2008)
- Wicemistrzostwo Polski juniorów starszych (2013)
- Uczestnik mistrzostw Europy jako asystent trenera (2022)[4]